# Comuna Oleksandrivka, Trosteaneț
Oleksandrivka (în ucraineană Олександрівка) este o comună în raionul Trosteaneț, regiunea Vinnița, Ucraina, formată din satele Demkivka, Demkivske și Oleksandrivka (reședința).

## Demografie
Componența lingvistică a satului Oleksandrivka
     Ucraineană (96,85%)
     Rusă (3,12%)
     Alte limbi (0,04%)
Conform recensământului din 2001, majoritatea populației satului Oleksandrivka era vorbitoare de ucraineană (96,85%), existând în minoritate și vorbitori de rusă (3,12%).